# Бібб (округ, Алабама)
Шаблон:StateAbbr_ 32°59′52″ пн. ш. 87°07′35″ зх. д. / 32.997777777778° пн. ш. 87.126388888889° зх. д.
 Бібб (англ. Bibb County) — округ (графство) у штаті Алабама. Ідентифікатор округу 01007.

## Історія
Округ утворений 1818 року.

## Демографія
За даними перепису 2000 року
загальне населення округу становило 20826 осіб, зокрема міського населення було 3863, а сільського — 16963.
Серед них чоловіків — 10745, а жінок — 10081. В окрузі було 7421 домогосподарство, 5581 родин, які мешкали в 8345 будинках.
Середній розмір родини становив 3,08.
Віковий розподіл населення поданий у таблиці:
| Стать    | До 15 років | 15-21 | 22-29 | 30-39 | 40-49 | 50-65 | 65-85 | Понад 85 |
| -------- | ----------- | ----- | ----- | ----- | ----- | ----- | ----- | -------- |
| Чоловіки | 2245        | 1079  | 1362  | 1762  | 1624  | 1673  | 897   | 103      |
| Жінки    | 2188        | 885   | 1109  | 1479  | 1367  | 1640  | 1182  | 231      |

За даними перепису населення 2010 року населення округу становило 22 915 осіб. Приріст населення за 10 років склав 10%.

## Суміжні округи
- Джефферсон — північ
- Шелбі — північний схід
- Чилтон — південний схід
- Перрі — південний захід
- Гейл — південний захід
- Таскалуса — північний захід

## Виноски
1. ↑  U.S. Decennial Census. United States Census Bureau. Архів оригіналу за 26 квітня 2015. Процитовано 22 серпня 2015.
2. ↑  Historical Census Browser. University of Virginia Library. Архів оригіналу за 11 серпня 2012. Процитовано 22 серпня 2015.
3. ↑  Forstall, Richard L., ред. (24 березня 1995). Population of Counties by Decennial Census: 1900 to 1990. United States Census Bureau. Архів оригіналу за 24 вересня 2015. Процитовано 22 серпня 2015.
4. ↑  Census 2000 PHC-T-4. Ranking Tables for Counties: 1990 and 2000 (PDF). United States Census Bureau. 2 квітня 2001. Архів оригіналу (PDF) за 18 грудня 2014. Процитовано 22 серпня 2015.
5. ↑  State & County QuickFacts. United States Census Bureau. Архів оригіналу за 9 серпня 2014. Процитовано 15 травня 2014. [Архівовано 2014-08-09 у Wayback Machine.](англ.) Наведено за англійською вікіпедією.
6. ↑  American FactFinder. Бюро перепису населення США. Архів оригіналу за 26 лютого 2012. Процитовано 31 січня 2008. [Архівовано 2008-05-21 у Wayback Machine.]
7. ↑  Бібб на сайті «Open-Public-Records» [Архівовано 13 квітня 2012 у Wayback Machine.](англ.)

| США | Це незавершена стаття з географії США. Ви можете допомогти проєкту, виправивши або дописавши її. |